# Robert Sainte-Rose
Robert Sainte-Rose (* 5. Juli 1943 in Fort-de-France) ist ein ehemaliger französischer Leichtathlet. Er gewann bei Europameisterschaften eine Silbermedaille im Hochsprung.

## Sportliche Karriere
Der 1,89 Meter große Sainte-Rose startete für ASPTT Paris. Er gewann von 1964 bis 1968 fünfmal hintereinander die französische Meisterschaft im Hochsprung. Seine Bestleistung von 2,19 Meter sprang er 1968.
International trat Sainte-Rose von 1964 bis 1974 bei 43 offiziellen und bei zwei inoffiziellen Wettkämpfen mit der französischen Nationalmannschaft an. 1964 bei den Olympischen Spielen in Tokio schied Sainte-Rose mit 2,00 Meter als 22. der Qualifikation aus. Ebenfalls 2,00 Meter sprang Sainte-Rose bei den Hallenspielen 1966 in Dortmund, dem Vorgängerwettbewerb der Halleneuropameisterschaften. Mit dieser Höhe belegte er den zehnten Platz. Bei den Freiluft-Europameisterschaften 1966 in Budapest traten mit Jacques Madubost, Robert Sainte-Rose und Gilbert Vallaeys drei Franzosen im Hochsprung an. Madubost und Sainte-Rose erreichten mit 2,03 Meter das Finale. Im Endkampf waren sie die einzigen Springer, die 2,12 überquerten, Madubost im zweiten Versuch und Sainte-Rose im dritten Versuch. Damit gab es einen französischen Doppelsieg, die einzige französische Gold- und Silbermedaille im Hochsprung der Männer bei Europameisterschaften überhaupt. Außer Madubost und Sainte-Rose waren Claude Bénard 1950 und Mickael Hanany 2012 mit Bronze die einzigen anderen Medaillengewinner. (Stand 2024)
1968 bei den Europäischen Hallenspielen in Madrid erreichte Sainte-Rose mit 2,08 Meter den achten Platz. Bei den Olympischen Spielen 1968 in Mexiko-Stadt schied Henry Elliott in der Qualifikation mit 2,09 Meter aus. Mit 2,12 Meter zog Sainte-Rose als einziger Franzose ins Hochsprungfinale ein. Im Finale sprang er 2,09 Meter und wurde Neunter. Im Jahr darauf bei den Europameisterschaften 1969 in Athen erreichten Elliott und Sainte-Rose mit 2,08 Meter das Finale. Sainte-Rose wurde mit 2,08 Zehnter, Elliott belegte mit 2,14 Meter den vierten Platz. Zwei Jahre später bei den Europameisterschaften in Helsinki erreichte kein Franzose das Finale. Sainte-Rose und Elliott schieden mit 2,10 Meter in der Qualifikation aus. 1974 sprang Sainte-Rose im August 2,18 Meter. Anfang September bei den Europameisterschaften in Rom zog Sainte-Rose mit 2,14 Meter als einziger Franzose ins Finale ein. Dort belegte er mit 2,10 Meter den 13. Rang.
Roberts 1969 geborener Sohn Georges Sainte-Rose war Olympiateilnehmer im Dreisprung.